# Haid (Ebnath)
Haid ist ein Weiler auf der Gemarkung Ebnath im oberpfälzischen Landkreis Tirschenreuth.

## Geografie
Der Weiler liegt im Südwesten des Fichtelgebirges und beiderseits der Ebnather „Bahnhofstraße“, bei der es sich um die Kreisstraße TIR 10 handelt. Haid ist ein Ortsteil der Gemeinde Ebnath und liegt einen Kilometer nordnordwestlich von deren Gemeindesitz.

## Geschichte
Das bayerische Urkataster zeigt Haid in den 1810er Jahren noch als eine aus einem Einzelgehöft bestehende Einöde, die nordöstlich der Straße Kemnath-Nagel liegt. Seit dem bayerischen Gemeindeedikt von 1818 gehört Haid zur politischen Gemeinde Ebnath, die seit der Gemeindegründung neben dem Hauptort Ebnath noch aus fünf weiteren Ortschaften besteht.
| Jahr          | 001875 | 001885 | 001900 | 001925 | 001950 | 001961 | 001970 | 001987 |
| Einwohnerzahl | 12     | 12     | 25     | 20     | 28     | 20     | 19     | 8      |